# 리쿠추나쓰이역
리쿠추나쓰이역(일본어: 陸中夏井駅)은 일본 이와테현 구지시에 위치한 동일본 여객철도 하치노헤 선의 철도역이다. 단선 승강장 1면 1선의 구조를 갖춘 지상역이다.

## 역 주변
- 국도 제45호선 · 국도 제395호선
- 나쓰이 강

## 역사
- 1930년 3월 27일 : 개업.
- 1971년 8월 15일 : 무인화.
- 1984년 10월 16일 : 완급차를 개조했던 화차역이 됨.
- 1987년 4월 1일 : 일본국유철도 분할 민영화에 의해, 동일본 여객철도가 승계.
- 2011년 3월 11일 : 도호쿠 지방 태평양 해역 지진과 이에 의해서 발생했던 대형 쓰나미로 인해 전 노선 운행 불가.
- 2012년 3월 17일 : 하치노헤 선 전 노선 복구에 의한 영업 재개.

## 인접 역
| 동일본 여객철도 하치노헤 선 | 동일본 여객철도 하치노헤 선 | 동일본 여객철도 하치노헤 선 |
| --------------------------- | --------------------------- | --------------------------- |
| 사무라이하마 하치노헤 방면  | ■ 하치노헤 선               | 구지 구지 방면              |